# Great Kills Park

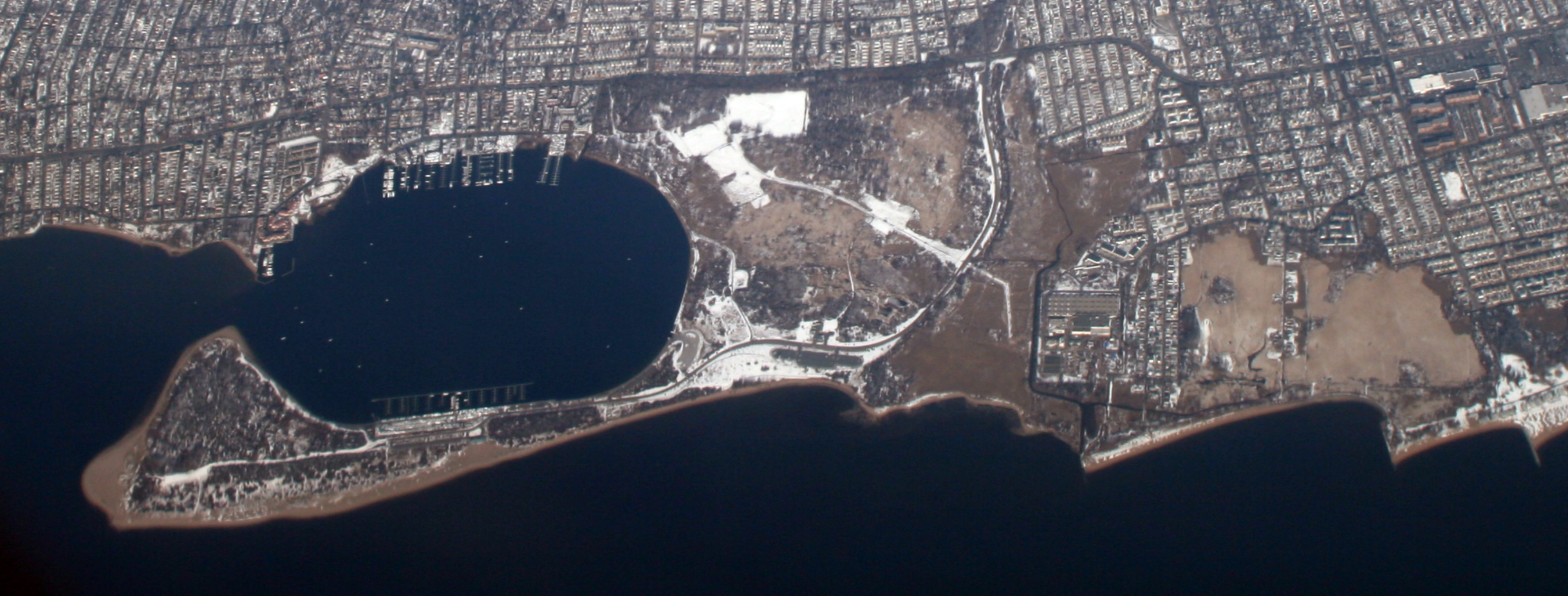
Luftaufnahme vom Park, links befinden sich Crooke's Point

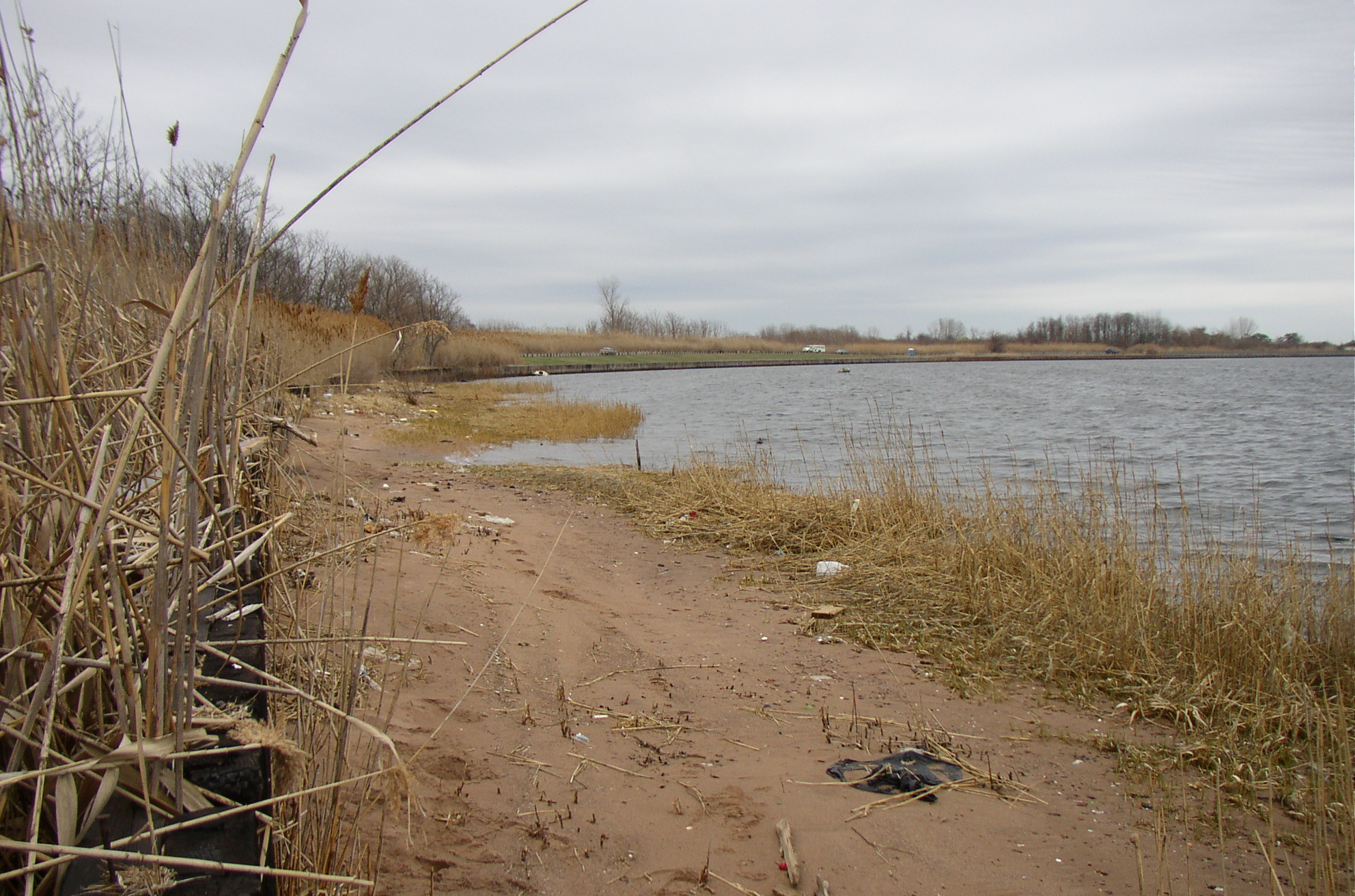
Strand im Great Kills Park

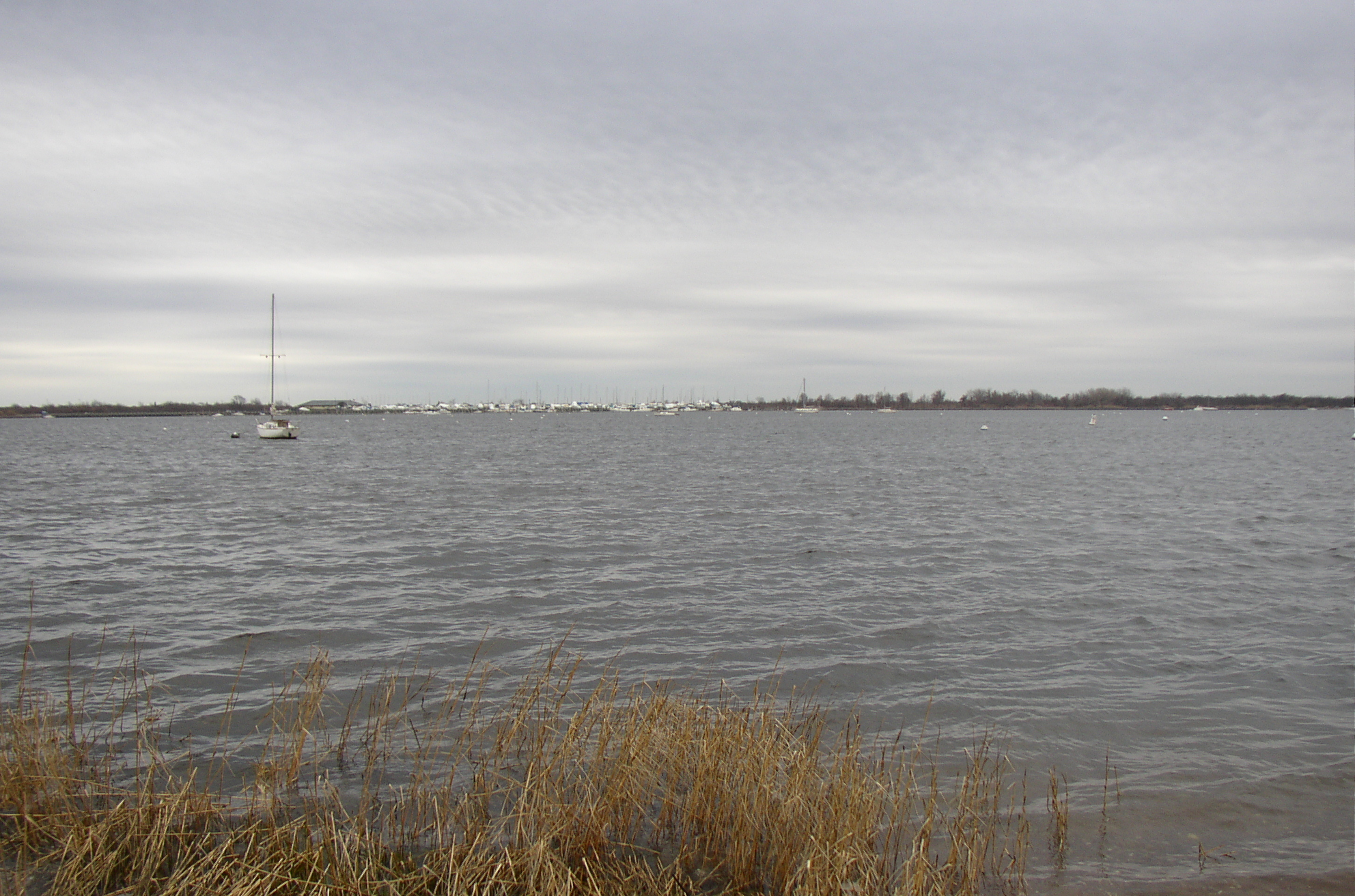
Hafen im Great Kills Park

Der Great Kills Park ist ein öffentlicher Park in Great Kills auf Staten Island in New York City. Er ist ein Teil der Gateway National Recreation Area. Verwaltet wird der vom National Park Service. Der Park hat eine Größe von etwa 2,3 km² und umfasst Salzmarschen, Waldflächen und etwa 3 Kilometer Strand an den vier Abschnitten New Dorp Beach, Cedar Grove Beach, Oakwood Beach, und Fox Beach an der Lower New York Bay. Der Name Great Kills stammt aus dem Holländischen und bedeutet viele Bäche.

## Geschichte
Im Jahr 1860 kaufte der Geschäftsmann John J. Crooke die Halbinsel und lebte dort in einem Holzhaus am Strand. Im Jahr 1929 kaufte die Stadt New York Crooke's Point und die umliegenden Ländereien und begann diese in den Park umzuwandeln. Durch die Great Depression (Große Depression) verzögerten sich die Arbeiten und so konnte der Park erst im Jahr 1949 für die Öffentlichkeit geöffnet werden. Im Jahr 1973 wurde er Teil der Gateway National Recreation Area und damit National Recreation Area.
Im Park befindet sich der Great Kills Harbor der entstanden ist, als man Crooke's Island mit ausgebaggertem Sediment mit der Insel Staten Island verbunden hat.

## Fauna
Der Park wird regelmäßig von unterschiedlichen Vogelarten besucht, die die unterschiedlichen Lebensräume im Park nutzen.

## Freizeitangebote
Neben den Stränden bietet der Park die Möglichkeit, nach Erwerb einer entsprechenden Erlaubnis (15 US-Dollar) zum Einsatz von Ruderbooten und Kajaks. Angeln ist ebenfalls nach Erwerb einer entsprechenden Erlaubnis möglich. Ein Modellflugplatz, Picknick Plätze und verschiedene Spielplätze befindet sich ebenfalls im Park. Asphaltierte Wege bieten die Möglichkeit zum Wandern und Fahrrad fahren.

## Umweltprobleme

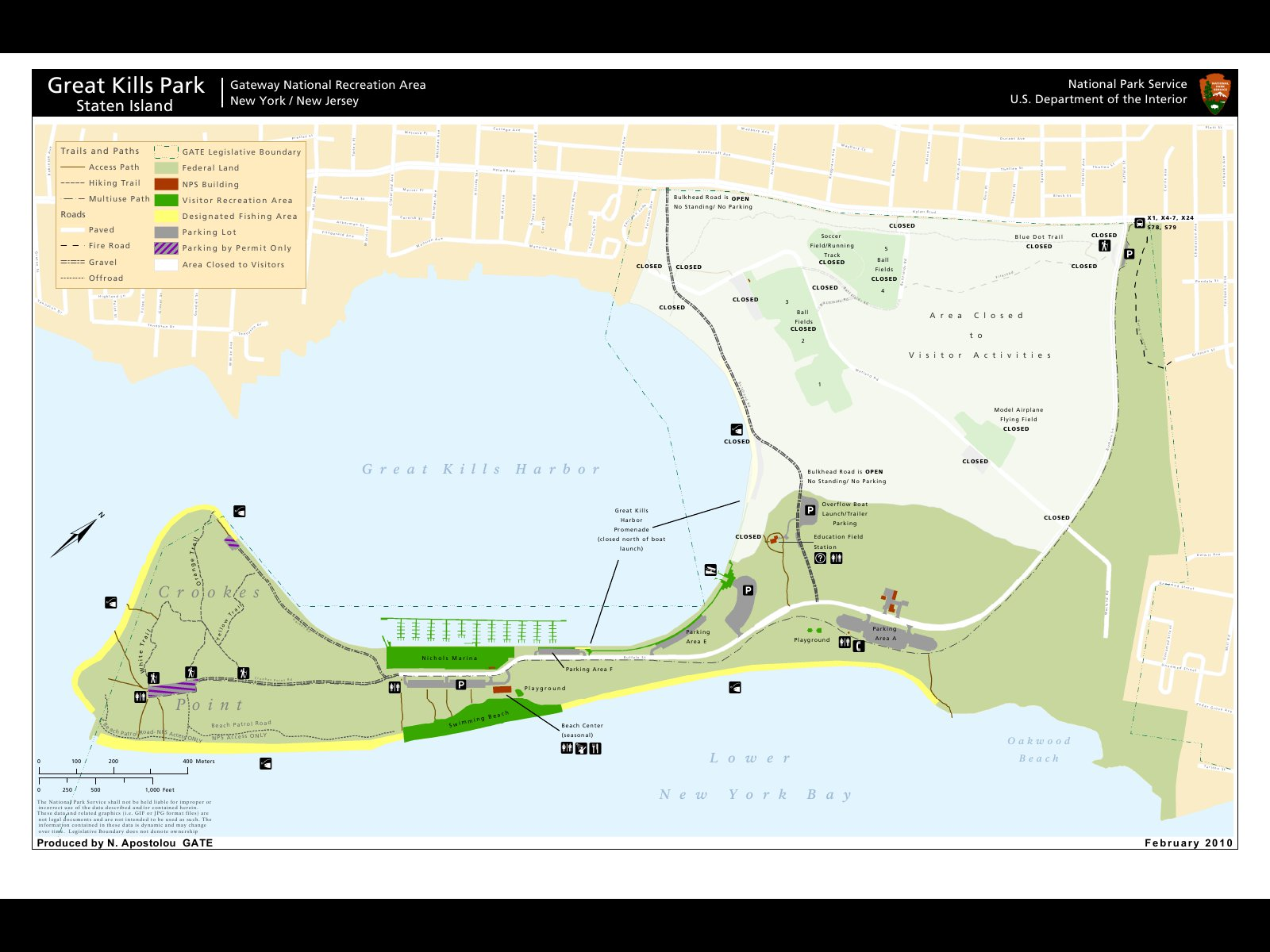
NPS-Karte des Parks, in der auch die gesperrten Gebiete (in grau) dargestellt sind

Knapp die Hälfte des Parks wurde in der Vergangenheit als Mülldeponie benutzt. Im Sand des Parks wurde 2005 Radium (226Ra), ein radioaktiver Stoff der unter anderem bei medizinischen Behandlungen verwendet wird, gefunden. Ein Teil dieser Verschmutzungen, die sich in 30–40 cm Tiefe befanden wurde inzwischen beseitigt, insgesamt sind bisher 12 Stellen bekannt, an denen eine radioaktive Kontamination nachgewiesen wurde. An den Quellen wurde eine etwa 200-mal höhere Strahlung als der natürliche Untergrund gemessen. Eine umfangreiche Sanierung ist ab August 2012 geplant. Aus diesem Grund ist zurzeit etwa die Hälfte des Parks für die Öffentlichkeit geschlossen und einige Freizeitangebote sind nicht geöffnet oder nur eingeschränkt nutzbar.

## Erreichbarkeit
Der Haupteingang befindet sich am Hylan Boulevard, wo verschiedene Buslinien der MTA verkehren. Die Buffalo Street führt in den Park. Die Staten Island Railway hat die Station Bay Terrace nahe dem Eingang. Mit dem Boot kann man den Park über den Great Kills Harbor erreichen.